# Echzell
Echzell ist eine Gemeinde im hessischen Wetteraukreis an der Horloff. Es besteht aus den Ortsteilen Bingenheim, Bisses, Echzell, Gettenau und Grund-Schwalheim.

## Geografie

### Nachbargemeinden
|             |                                             | Nidda    |
| Wölfersheim | Kompassrose, die auf Nachbargemeinden zeigt |          |
|             | Reichelsheim                                | Ranstadt |

## Geschichte

### Vorgeschichte und Antike

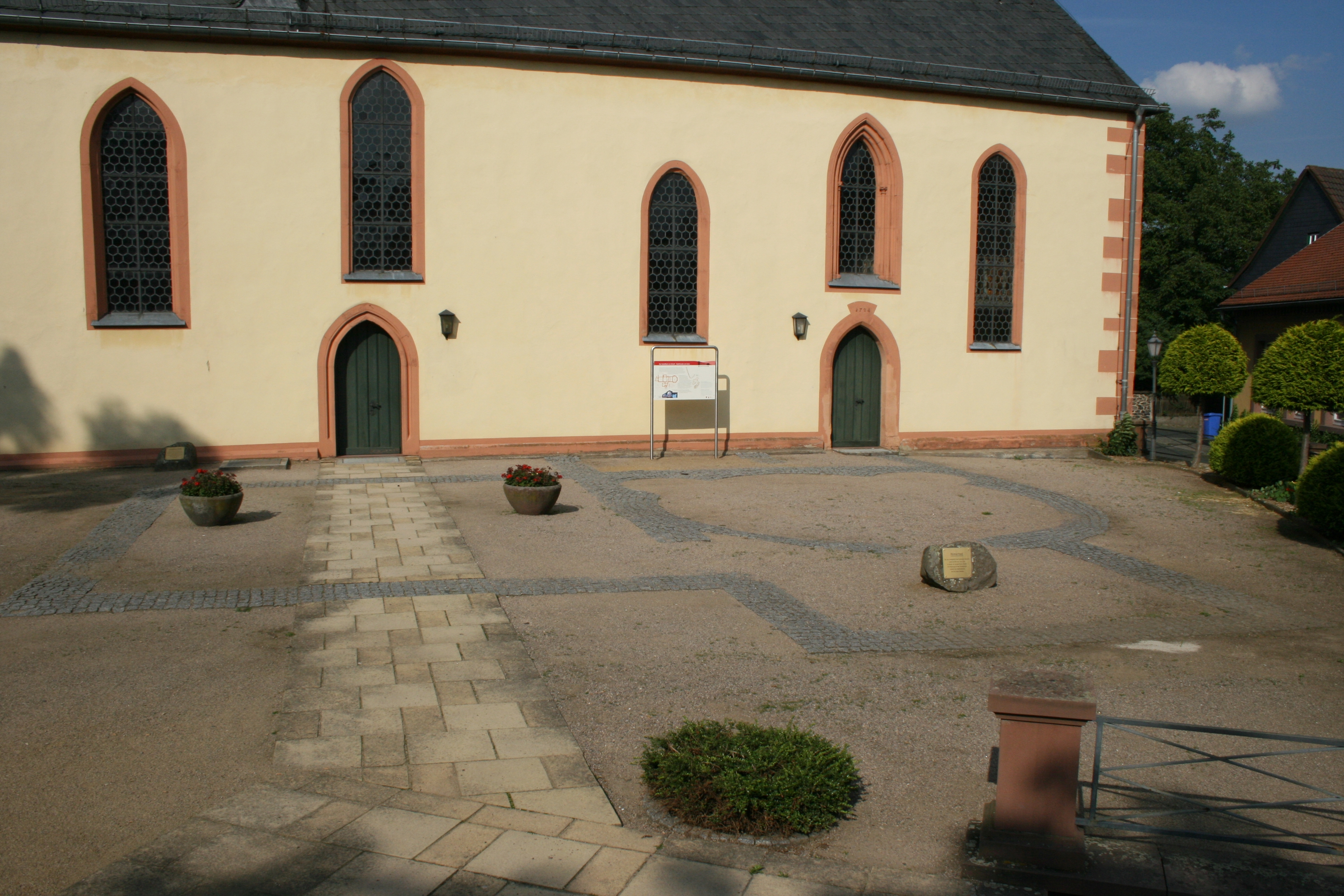
Rekonstruierte Mauern des Kastellbades an der Kirche.

Zahlreiche archäologische Funde weisen eine seit ca. 5000 v. Chr. nicht unterbrochene Besiedlung des Echzeller Gebiets nach.
Am Nordwestrand des heutigen Dorfes befand sich von ca. 90 n. Chr.–260 n. Chr. ein großes Römerkastell für 1000 Soldaten als Teil des Wetterau-Limes. Die Kirche steht auf den Resten der römischen Badeanlagen; einige Grundmauern sind im Pflaster davor markiert. Nahe der Kirche steht die Replik einer römischen Jupitergigantensäule, die vor wenigen Jahren südlich des Orts gefunden wurde.
- Siehe auch: Kastell Echzell

### Mittelalter und Neuzeit
Die älteste erhaltene schriftliche Erwähnung von Echzell findet sich in einer Urkunde vom 28. Juli 782 als Ahizuuila. Der Ort lag in der ehemaligen Fuldischen Mark, die dann zur Grafschaft Nidda wurde, die Anfang des 13. Jahrhunderts in der Grafschaft Ziegenhain aufging. Der Ort gehörte zum Amt Bingenheim. Die Ämter-Struktur wurde im Großherzogtum Hessen 1821 aufgelöst (siehe: Trennung der Rechtsprechung von der Verwaltung). Die bisher von den Ämtern wahrgenommenen Aufgaben wurden Landräten (zuständig für die Verwaltung) und Landgerichten (zuständig für die Rechtsprechung) übertragen. Echzell kam so zum Landratsbezirk Nidda und zum Landgericht Nidda. Die gerichtliche Zuständigkeit wechselte 1879 zum Amtsgericht Nidda.

### Hessische Gebietsreform
Im Zuge der Gebietsreform in Hessen wurde auf freiwilliger Basis am 31. Dezember 1970 die bis dahin eigenständige Gemeinde Grund-Schwalheim als Ortsteil in die Gemeinde Echzell eingegliedert. Am 1. Juli 1971 erfolgte der Zusammenschluss mit der Gemeinde Gettenau zu einer Gemeinde mit dem Namen Echzell. Als Sitz der Gemeindeverwaltung wurde der Ortsteil Echzell festgelegt. Die Gemeinde Bisses wurde zum 1. Oktober 1971 eingegliedert. Die Eingliederung von Bingenheim kraft Landesgesetz beendete am 1. August 1972 die Reihe der Zusammenschlüsse und Eingemeindungen. Ortsbezirke nach der Hessischen Gemeindeordnung wurden nicht errichtet.

## Bevölkerung

### Einwohnerstruktur 2011
Nach den Erhebungen des Zensus 2011 lebten am Stichtag, dem 9. Mai 2011, in Echzell 5593 Einwohner. Darunter waren 280 (5,0 %) Ausländer, von denen 90 aus dem EU-Ausland, 152 aus anderen europäischen Ländern und 38 aus anderen Staaten kamen. (Bis zum Jahr 2020 erhöhte sich die Ausländerquote auf 9,8 %.) Nach dem Lebensalter waren 1049 Einwohner unter 18 Jahren, 2307 zwischen 18 und 49, 1161 zwischen 50 und 64 und 1079 Einwohner waren älter. Die Einwohner lebten in 2253 Haushalten. Davon waren 640 Singlehaushalte, 644 Paare ohne Kinder und 725 Paare mit Kindern, sowie 208 Alleinerziehende und 36 Wohngemeinschaften. In 444 Haushalten lebten ausschließlich Senioren und in 1517 Haushaltungen lebten keine Senioren.

### Einwohnerentwicklung
| Echzell: Einwohnerzahlen von 1834 bis 2020 | Echzell: Einwohnerzahlen von 1834 bis 2020 | Echzell: Einwohnerzahlen von 1834 bis 2020 | Echzell: Einwohnerzahlen von 1834 bis 2020 | Echzell: Einwohnerzahlen von 1834 bis 2020 |
| --- | ------------------------------------------ | ------------------------------------------ | ------------------------------------------ | ------------------------------------------ |
| Jahr |                                            |                                            |                                            | Einwohner                                  |
| 1834 | 1834                                       |                                            | 1.585                                      | 1.585                                      |
| 1840 | 1840                                       |                                            | 1.630                                      | 1.630                                      |
| 1846 | 1846                                       |                                            | 1.679                                      | 1.679                                      |
| 1852 | 1852                                       |                                            | 1.622                                      | 1.622                                      |
| 1858 | 1858                                       |                                            | 1.581                                      | 1.581                                      |
| 1864 | 1864                                       |                                            | 1.638                                      | 1.638                                      |
| 1871 | 1871                                       |                                            | 1.518                                      | 1.518                                      |
| 1875 | 1875                                       |                                            | 1.511                                      | 1.511                                      |
| 1885 | 1885                                       |                                            | 1.553                                      | 1.553                                      |
| 1895 | 1895                                       |                                            | 1.580                                      | 1.580                                      |
| 1905 | 1905                                       |                                            | 1.586                                      | 1.586                                      |
| 1910 | 1910                                       |                                            | 1.557                                      | 1.557                                      |
| 1925 | 1925                                       |                                            | 1.602                                      | 1.602                                      |
| 1939 | 1939                                       |                                            | 1.611                                      | 1.611                                      |
| 1946 | 1946                                       |                                            | 2.326                                      | 2.326                                      |
| 1950 | 1950                                       |                                            | 2.488                                      | 2.488                                      |
| 1956 | 1956                                       |                                            | 2.278                                      | 2.278                                      |
| 1961 | 1961                                       |                                            | 2.347                                      | 2.347                                      |
| 1967 | 1967                                       |                                            | 2.378                                      | 2.378                                      |
| 1973 | 1973                                       |                                            | 4.781                                      | 4.781                                      |
| 1975 | 1975                                       |                                            | 5.030                                      | 5.030                                      |
| 1980 | 1980                                       |                                            | 5.288                                      | 5.288                                      |
| 1985 | 1985                                       |                                            | 5.150                                      | 5.150                                      |
| 1990 | 1990                                       |                                            | 5.454                                      | 5.454                                      |
| 1995 | 1995                                       |                                            | 5.887                                      | 5.887                                      |
| 2000 | 2000                                       |                                            | 6.020                                      | 6.020                                      |
| 2005 | 2005                                       |                                            | 5.893                                      | 5.893                                      |
| 2010 | 2010                                       |                                            | 5.760                                      | 5.760                                      |
| 2011 | 2011                                       |                                            | 5.593                                      | 5.593                                      |
| 2015 | 2015                                       |                                            | 5.701                                      | 5.701                                      |
| 2020 | 2020                                       |                                            | 5.798                                      | 5.798                                      |
| Datenquelle: Historisches Gemeindeverzeichnis für Hessen: Die Bevölkerung der Gemeinden 1834 bis 1967. Wiesbaden: Hessisches Statistisches Landesamt, 1968. Weitere Quellen: Hessisches Statistisches Informationssystem; Zensus 2011 Ab 1970 einschließlich der im Zuge der Gebietsreform in Hessen eingegliederten Orte. |                                            |                                            |                                            |                                            |

### Religionszugehörigkeit
| • 1961: | 1878 evangelische (= 80,02 %), 439 katholische (= 18,70 %) Einwohner                         |
| • 1987: | 3423 evangelische (= 68,2 %), 986 katholische (= 19,7 %), 606 sonstige (= 12,1 %) Einwohner  |
| • 2011: | 3035 evangelische (= 54,3 %), 859 katholische (= 15,4 %), 1699 sonstige (= 30,4 %) Einwohner |

## Politik

### Gemeindevertretung
Die Kommunalwahl am 14. März 2021 lieferte folgendes Ergebnis, in Vergleich gesetzt zu früheren Kommunalwahlen:
| Sitzverteilung in der Gemeindevertretung 2021Insgesamt 31 Sitze - SPD: 14 - Grüne: 7 - CDU: 10 | Parteien und Wählergemeinschaften | Parteien und Wählergemeinschaften           | 2021  | 2021  | 2016  | 2016  | 2011  | 2011  | 2006  | 2006  | 2001  | 2001  |
| Sitzverteilung in der Gemeindevertretung 2021Insgesamt 31 Sitze - SPD: 14 - Grüne: 7 - CDU: 10 | Parteien und Wählergemeinschaften | Parteien und Wählergemeinschaften           | %     | Sitze | %     | Sitze | %     | Sitze | %     | Sitze | %     | Sitze |
| Sitzverteilung in der Gemeindevertretung 2021Insgesamt 31 Sitze - SPD: 14 - Grüne: 7 - CDU: 10 | SPD                               | Sozialdemokratische Partei Deutschlands     | 45,3  | 14    | 55,6  | 17    | 45,8  | 14    | 44,3  | 14    | 53,1  | 17    |
| Sitzverteilung in der Gemeindevertretung 2021Insgesamt 31 Sitze - SPD: 14 - Grüne: 7 - CDU: 10 | CDU                               | Christlich Demokratische Union Deutschlands | 31,3  | 10    | 29,6  | 9     | 30,3  | 10    | 34,5  | 11    | 30,4  | 9     |
| Sitzverteilung in der Gemeindevertretung 2021Insgesamt 31 Sitze - SPD: 14 - Grüne: 7 - CDU: 10 | Grüne                             | Bündnis 90/Die Grünen                       | 23,4  | 7     | 14,8  | 5     | 16,7  | 5     | 9,6   | 3     | –     | –     |
| Sitzverteilung in der Gemeindevertretung 2021Insgesamt 31 Sitze - SPD: 14 - Grüne: 7 - CDU: 10 | FWG                               | Freie Wählergemeinschaft Echzell            | –     | –     | –     | –     | 7,1   | 2     | 11,6  | 3     | 16,5  | 5     |
| Sitzverteilung in der Gemeindevertretung 2021Insgesamt 31 Sitze - SPD: 14 - Grüne: 7 - CDU: 10 | Gesamt                            | Gesamt                                      | 100,0 | 31    | 100,0 | 31    | 100,0 | 31    | 100,0 | 31    | 100,0 | 31    |
| Sitzverteilung in der Gemeindevertretung 2021Insgesamt 31 Sitze - SPD: 14 - Grüne: 7 - CDU: 10 | Wahlbeteiligung in %              | Wahlbeteiligung in %                        | 54,1  | 54,1  | 53,8  | 53,8  | 52,4  | 52,4  | 51,7  | 51,7  | 58,8  | 58,8  |

### Bürgermeister
Nach der hessischen Kommunalverfassung wird der Bürgermeister für eine sechsjährige Amtszeit gewählt, seit dem Jahr 1993 in einer Direktwahl, und ist Vorsitzender des Gemeindevorstands, dem in der Gemeinde Echzell neben dem Bürgermeister ehrenamtlich ein Erster Beigeordneter und vier weitere Beigeordnete angehören. Bürgermeister ist seit dem 1. November 2013 der parteiunabhängige  Wilfried Mogk, der bis dahin Kämmereileiter der Gemeindeverwaltung war. Er wurde als Nachfolger von Dieter Müller (SPD), der nach drei Amtszeiten nicht wieder kandidiert hatte, am 22. September 2013 im ersten Wahlgang bei 76,3 Prozent Wahlbeteiligung mit 79,9 Prozent der Stimmen gewählt. Es folgte eine Wiederwahl ohne Gegenkandidaten im Mai 2019.
Amtszeiten der Bürgermeister
- 2013–2025 Wilfried Mogk[23]
- 1995–2013 Dieter Müller (SPD)[24]
- 1966–1995 Karl-Heinz Müller (SPD)[27]
- 1958–1966 Heller
- 1948–1958 Heinrich Mogk I.

| Jahr | Wahlbeteili- gung in % | Kandidaten      | Partei | Stimmen in % |
| ---- | ---------------------- | --------------- | ------ | ------------ |
| 2019 | 61,2                   | Wilfried Mogk   |        | 82,9         |
| 2013 | 72,5                   | Wilfried Mogk   |        | 79,9         |
| 2013 | 72,5                   | Jochen Degkwitz | CDU    | 20,1         |
| 2007 | 59,0                   | Dieter Müller   | SPD    | 53,9         |
| 2007 | 59,0                   | Werner Müller   | CDU    | 46,1         |
| 2001 | 48,8                   | Dieter Müller   | SPD    | 64,4         |
| 2001 | 48,8                   | Lothar Moßmann  | FWG    | 35,6         |
| 1995 | 69,3                   | Dieter Müller   | SPD    | 61,2         |
| 1995 | 69,3                   | Andreas Günther | CDU    | 38,8         |

## Kultur und Sehenswürdigkeiten
- Grundrisse eines Römerbades, entdeckt unter der evangelischen Kirche
- Heimatmuseum, untergebracht in der ehemals ältesten Apotheke der Region
- Jupitersäule, ausgegraben in den 1990er Jahren, darauf restauriert und vor dem Heimatmuseum aufgestellt
- landgräfliches Jagdschloss, errichtet 1742, ehemals Wasserburg

## Wirtschaft und Infrastruktur

### Verkehr

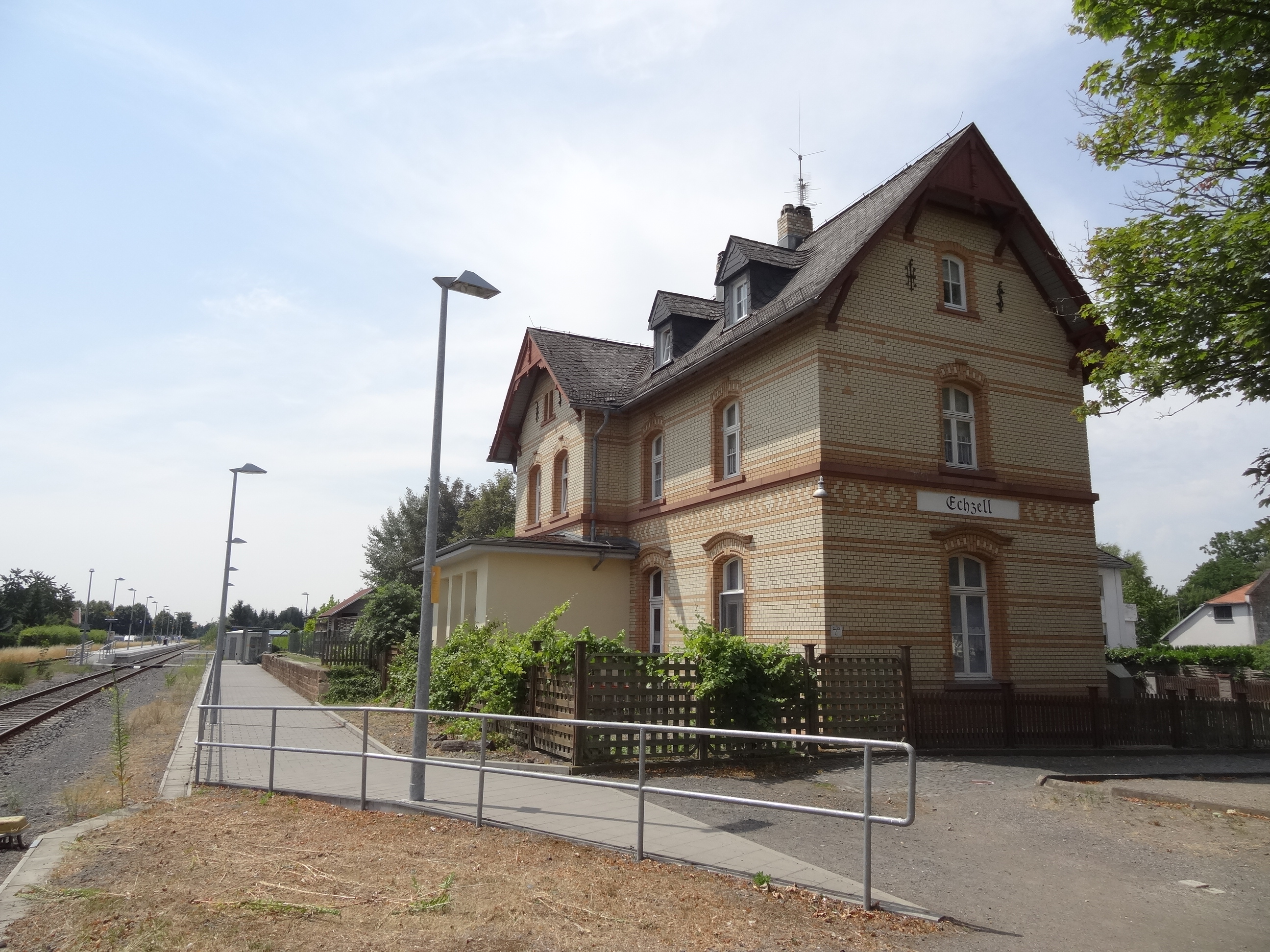
Bahnhof Echzell

Der Bahnhof Echzell liegt an der Bahnstrecke Beienheim–Schotten. Die Züge der RB 32 verkehren im Stundentakt von Friedberg (Hess) über Beienheim, Reichelsheim (Wetterau), Echzell und Bad Salzhausen nach Nidda. In der Hauptverkehrszeit verkehren auf der Strecke durchgehende Züge von und nach Frankfurt (Main) Hbf.
Der öffentliche Personennahverkehr wird von der Verkehrsgesellschaft Oberhessen GmbH im Rahmen des Rhein-Main-Verkehrsverbundes besorgt.
Echzell liegt an den L 3188 (Rodheim (Hungen) – Stammheim (Florstadt)) und L 3412 (Verbindung zur B 455). Die Kreisstraße K 181 führt zur B 455 nahe der Autobahnauffahrt 37 (Wölfersheim) der Bundesautobahn 45.
Der Deutsche Limes-Radweg führt durch den Ort. Er folgt dem Obergermanisch-Raetischen Limes über 818 km von Bad Hönningen am Rhein nach Regensburg an der Donau.

### Bildung
- Das Internatsgymnasium Lucius[28] bietet Platz für etwa 150 Schüler.
- Die Kurt-Moosdorf-Schule ist eine reine Grundschule. Bis 2007 bestand noch ein Hauptschulzweig und bis 2005 eine Förderstufe.
- Im Ortsteil Bingenheim befindet sich die Lebensgemeinschaft Bingenheim, eine Einrichtung der Behindertenhilfe mit Wohnheim, Werkstätten für behinderte Menschen und Waldorf-Förderschule.[29]

### Wirtschaft
Im Jahr 2022 erzielte Echzell Einnahmen aus der Gewerbesteuer in Höhe von 1,22 Millionen Euro. Mit einem Gewerbesteuerhebesatz von 450 % liegt die Gemeinde über dem Durchschnitt von 403 % (Stand: 2022) aller Gemeinden Deutschland.
Im Februar 2020 wurde bestätigt, dass der US-Konzern und Online-Versandhändler
Amazon beabsichtigt, ein neues Verteilzentrum mit etwa 8500 Quadratmeter Größe am Rande des Ortsteils Grund-Schwalheim zu errichten.

## Persönlichkeiten
In Echzell geboren
- Christine Wilhelmine von Hessen-Homburg (1653–1722), Herzogin von Mecklenburg
- Wilhelm von Harnier (1836–1861), Afrikareisender
- Ludwig Matthias (1872–1924), Ministerialbeamter in Hessen

In Echzell wirkten
- Georg Nigrinus der Ältere (1530–1602), lutherischer Theologe und Geistlicher, Superintendent in Echzell